# Comuna Otterup

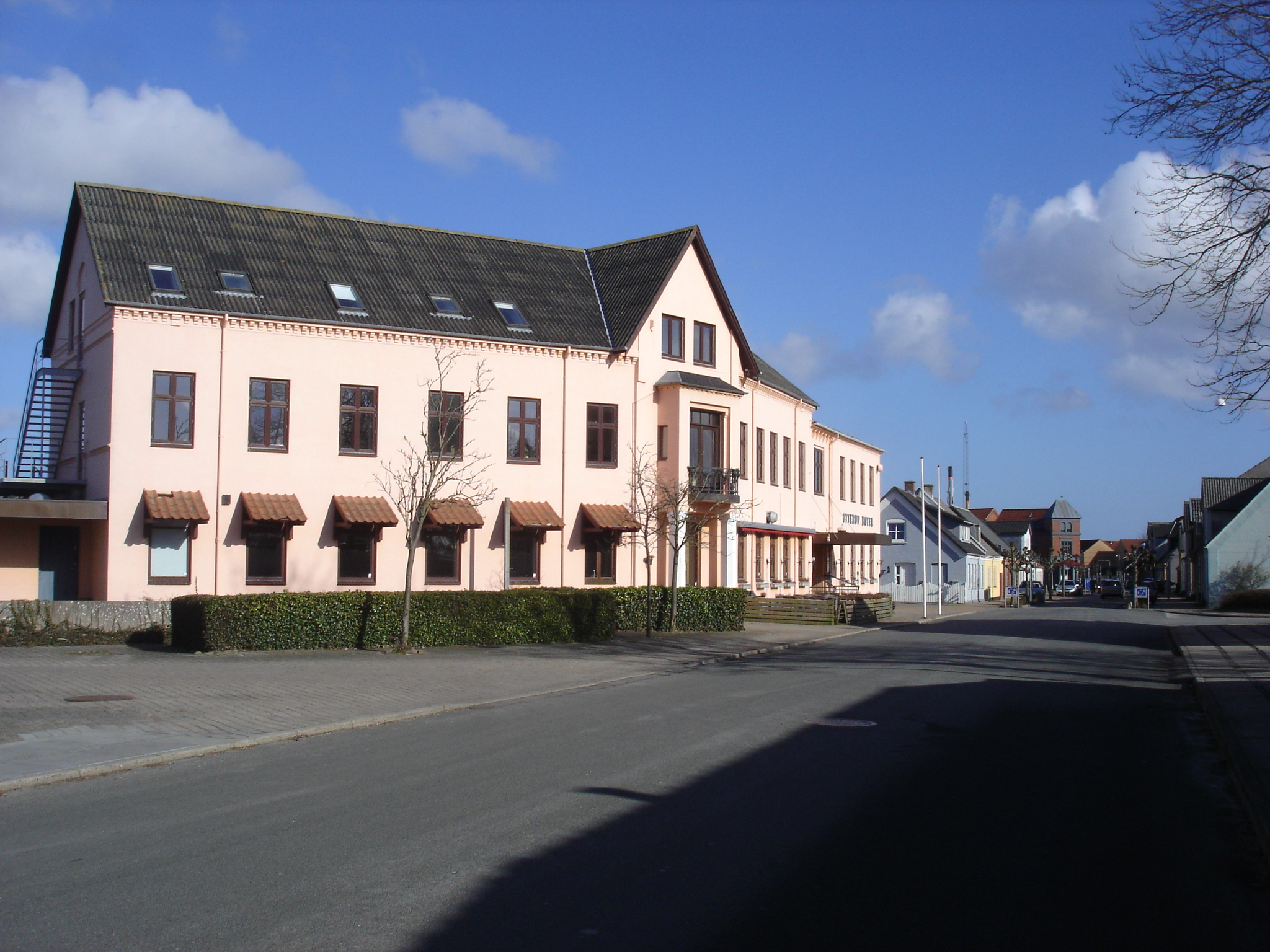
Hotelul Otterup

Otterup (Otterup Kommune) a fost o comună din comitatul Fyns Amt, Danemarca, care a existat între anii 1970-2006. Comuna avea o suprafață totală de 168,61 km² și o populație de 11.023 de locuitori (în 2006), iar din 2007 teritoriul său face parte din comuna Nordfyns.
1. ↑  Danske borgmestre 1970-2018 (PDF)